# Luis Gaytán de Ayala
Luis Gaitán de Ayala o Gaytán de Ayala fue un noble castellano del siglo XVI. 

## Biografía
Asistió como procurador a las cortes de Castilla reunidas en Madrid en 1573, y después fue corregidor de esta villa en dos periodosː 1579-1583 y 1587-1592. Al frente del ayuntamiento madrileño, promovió la construcción de la Plaza Mayor de la villa y corte.
No se le ha de confundir con su sobrino, Luis Gaitán de Ayala y Padilla, I conde de Villafranca de Gaytán, que fue caballero de Santiago, embajador en Saboya y presidente de la Casa de Contratación de Indias.